# Avaya
Avaya er en global virksomhed med speciale i virksomhedskommunikation. Dets hovedsæde ligger i Basking Ridge, NJ, USA. Avaya var leverandør af officielle data og VoIP-løsninger til Olympiske Lege i Vancouver 2010. Virksomheden er producent og leverandør af intelligente kommunikationsløsninger, herunder IP-telefoni, Unified Communications og kontaktcentre.